# Xã Alliance, Quận Moody, South Dakota
Xã Alliance (tiếng Anh: Alliance Township) là một xã thuộc quận Moody, tiểu bang Nam Dakota, Hoa Kỳ. Năm 2010, dân số của xã này là 95 người.